# Bolheim
Bolheim è una frazione del comune tedesco di Herbrechtingen nel Circondario di Heidenheim (Baden-Württemberg). 

## Origini del nome
In passato era anche utilizzata la denominazione Bolheim/Württemberg, per evitare confusione con località omonime o simili. 

## Geografia fisica
La località si trova nello spazio naturale di Albuch-Härtsfeld e Lonetal-Flächenalb. 
Località confinanti sono Mergelstetten a nord, Herbrechtingen a est, Dettingen am Albuch a sud-sudovest, Heldenfingen a sudovest e Küpfendorf a nordovest.
È attraversata dal fiume Brenz.

## Storia
Fino al 29 febbraio 1972 era un comune indipendente. Dal 1º marzo del medesimo anno fu incorporata nel comune di Herbrechtingen.